# Fiorirà l'aspidistra
Fiorirà l'aspidistra (Keep the Aspidistra Flying, 1936) è un romanzo sociale di George Orwell. Scritto fra il 1932 e il 1936 e ambientato nella Londra di quel decennio, il romanzo contiene numerosi riferimenti autobiografici al periodo in cui l'autore lavorava come insegnante e intanto scriveva Senza un soldo a Parigi e Londra.
Dal romanzo è stato tratto il film La stagione dell'aspidistra (1997).

## Trama
(George Orwell, Fiorirà l'aspidistra)
Gordon Comstock, il protagonista, è un ribelle impegnato in un'aspra battaglia contro il mondo comandato dal denaro. Si mantiene lavorando come commesso presso una libreria di Londra, mentre coltiva delle modeste aspirazioni letterarie, frustrate da una serie di insuccessi (gli scritti che spedisce alle case editoriali vengono regolarmente rifiutati) e minate dalla sua stessa insicurezza. Il denaro diventerà per lui un'ossessione e una linea di principio: nel tentativo di respingere quasi asceticamente la schiavitù dei soldi, Gordon arriverà a dover rinunciare ad una semplice cena con la ragazza amata, Rosemary, piuttosto che essere costretto ad avere un "buon posto" di lavoro nel campo della pubblicità, e a sottomettersi così ai codici sociali dell'epoca.
In questa sfida, che si preannuncia disperata, la pianta di aspidistra, il fiore nazionale inglese, diventa per il protagonista l'emblema dell'opaca rispettabilità borghese e del conformismo. Anche lui ne possiede una, che maltratta e trascura volontariamente, cercando di farla morire.
Gordon finisce per isolarsi sempre più dal suo contesto di provenienza, la piccola borghesia, e mette in atto una sorta di declassamento volontario, che lo porta a scendere uno dopo l'altro i gradini della scala sociale, e a vivere in condizioni di povertà e squallore sempre maggiori. La sua figura di riferimento è l'amico Philip Ravelston, un intellettuale dell'alta borghesia aderente al marxismo, che per Gordon assurge a prova vivente della forza del denaro: per quanto si sforzi di accostarsi il più possibile alle condizioni di vita delle classi più povere, infatti, Ravelston non può recidere le proprie radici nella classe di provenienza, di cui conserverà intimamente lo schema morale e gli atteggiamenti.
Caduto in un cupo vittimismo, Gordon è scosso infine dalla notizia di una prossima paternità, insieme alla sua Rosemary. L'evento sembra l'unico in grado di donargli entusiasmo e speranza. Rifiutata senza esitazioni la possibilità di un aborto, egli è costretto ad assumersi quelle responsabilità che aveva fino ad allora scansato, bollandole, appunto, come scelte di ordinario conformismo. Prenderà lavoro presso quell'azienda pubblicitaria che tanto aveva odiato, considerandola uno strumento del più bieco capitalismo; la stessa aspidistra gli sembra ora una pianta decente e simpatica, e meravigliosamente resistente, tanto da essere sopravvissuta a tutte le sue angherie; insomma, volente o nolente Gordon rientra nei canoni della vita borghese, accettandola pienamente, pagando tuttavia questa scelta con la rinuncia a qualsiasi aspirazione artistica.

## Curiosità
L'incipit del libro è tratto dal capitolo 13 della Prima lettera ai Corinzi di san Paolo, sostituendo alla parola "carità" la parola "denaro": ove il testo biblico recita «la carità è paziente, è benigna; la carità non invidia...», il prologo orwelliano dice invece «il denaro sa resistere a lungo, ed è benigno; il denaro non invidia...».
L'Aspidistra è una pianta sempreverde che si riproduce per divisione rizomatica. I fiori sono rarissimi, sbocciano a filo terreno partendo dai rizomi e durano solo un giorno. Il senso del titolo originale è "Continuate a far sventolare le Aspidistre", che in inglese può anche essere letto come un gioco di parole che fa riferimento a un verso della canzone socialista "The Red Flag" .

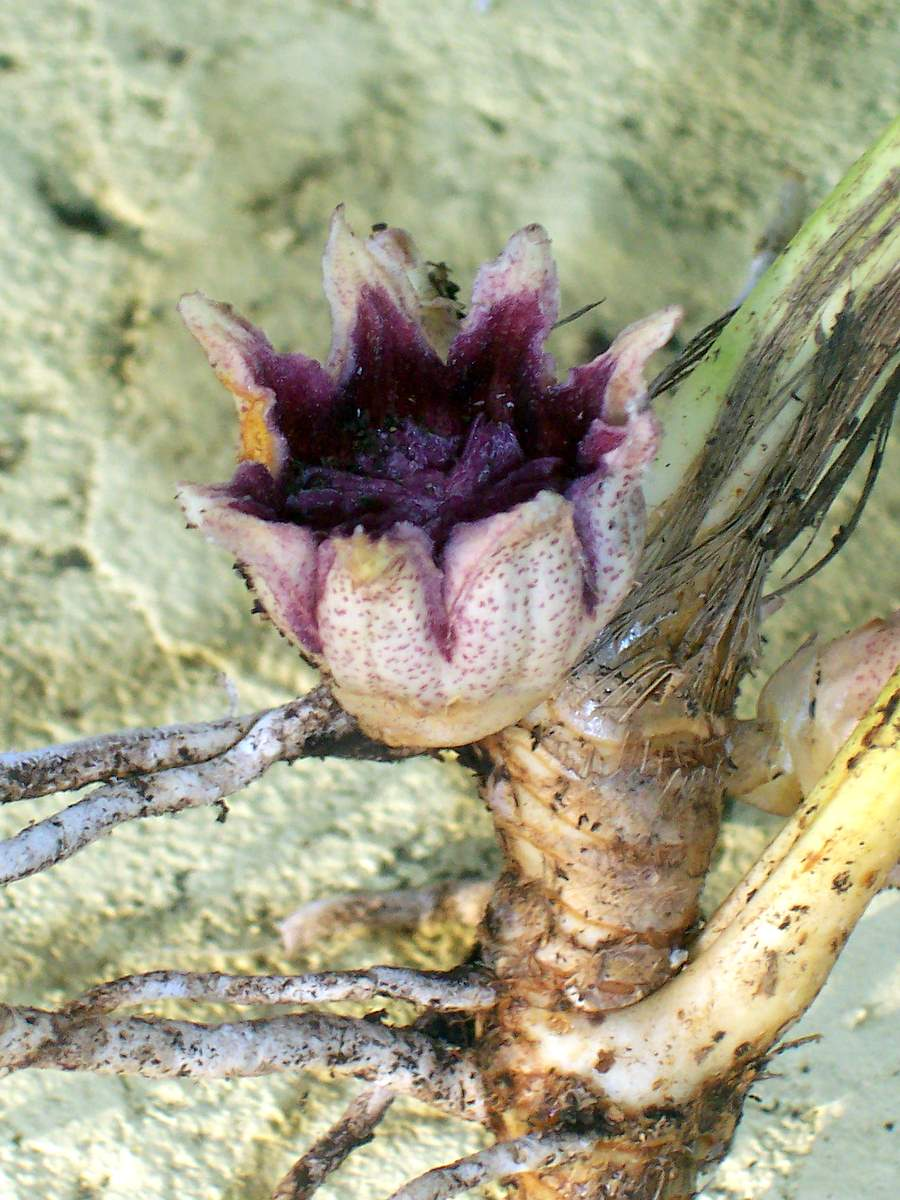
Un "Fiore" di Aspidistra

## Edizioni italiane
- Fiorirà l'aspidistra, traduzione di Giorgio Monicelli, Collana La Medusa n.438, Milano, Arnoldo Mondadori Editore, 1960. - Collana Oscar n.53, Mondadori, 1966; Collana Oscar Scrittori del Novecento n.261, Mondadori, 1997; Milano, Club degli Editori, 2014; Collana Oscar Moderni, Mondadori, 2016.
- Fiorirà l'aspidistra, collana Collana I grandi classici, a cura di L. Rossi e L. Manini, Liberamente, 2020, ISBN 978-88-631-1449-2.
- Fiorirà l'aspidistra, traduzione di Marco Petrelli, Aprilia, Ortica Editrice, 2021, ISBN 978-88-313-8415-5. - Santarcangelo di Romagna, Rusconi, 2021; Foschi, 2021.
- Fiorirà l'aspidistra, traduzione di A. Montemagni, Collana Highlander, Massa, Edizioni Clandestine, 2021, ISBN 979-12-598-7024-7.
- In alto l'aspidistra, traduzione di e cura di Daniele Petruccioli, Prefazione di Paola Mastrocola, Collana Contemporanea, Milano, BUR-Rizzoli, 2022, ISBN 978-88-171-5848-0.